# Pandanus basedowii
Pandanus basedowii là một loài thực vật có hoa trong họ Dứa dại. Loài này được C.H.Wright miêu tả khoa học đầu tiên năm 1930.